# Millôr Fernandes
Pour les articles homonymes, voir Fernandes.
Millôr Fernandes, né le 16 août 1923 à Rio de Janeiro et mort le 27 mars 2012 dans la même ville, est un humoriste, dessinateur, écrivain et journaliste brésilien.
En 1956, il partage avec Saul Steinberg le premier prix de l'exposition internationale de caricatures de Buenos Aires.
Il participe aux côtés de Sérgio Jaguaribe dit Jaguar (dessinateur) (en) et de Ziraldo Alves Pinto au premier numéro du journal satirique O Pasquim (en) en 1969.